# 낮

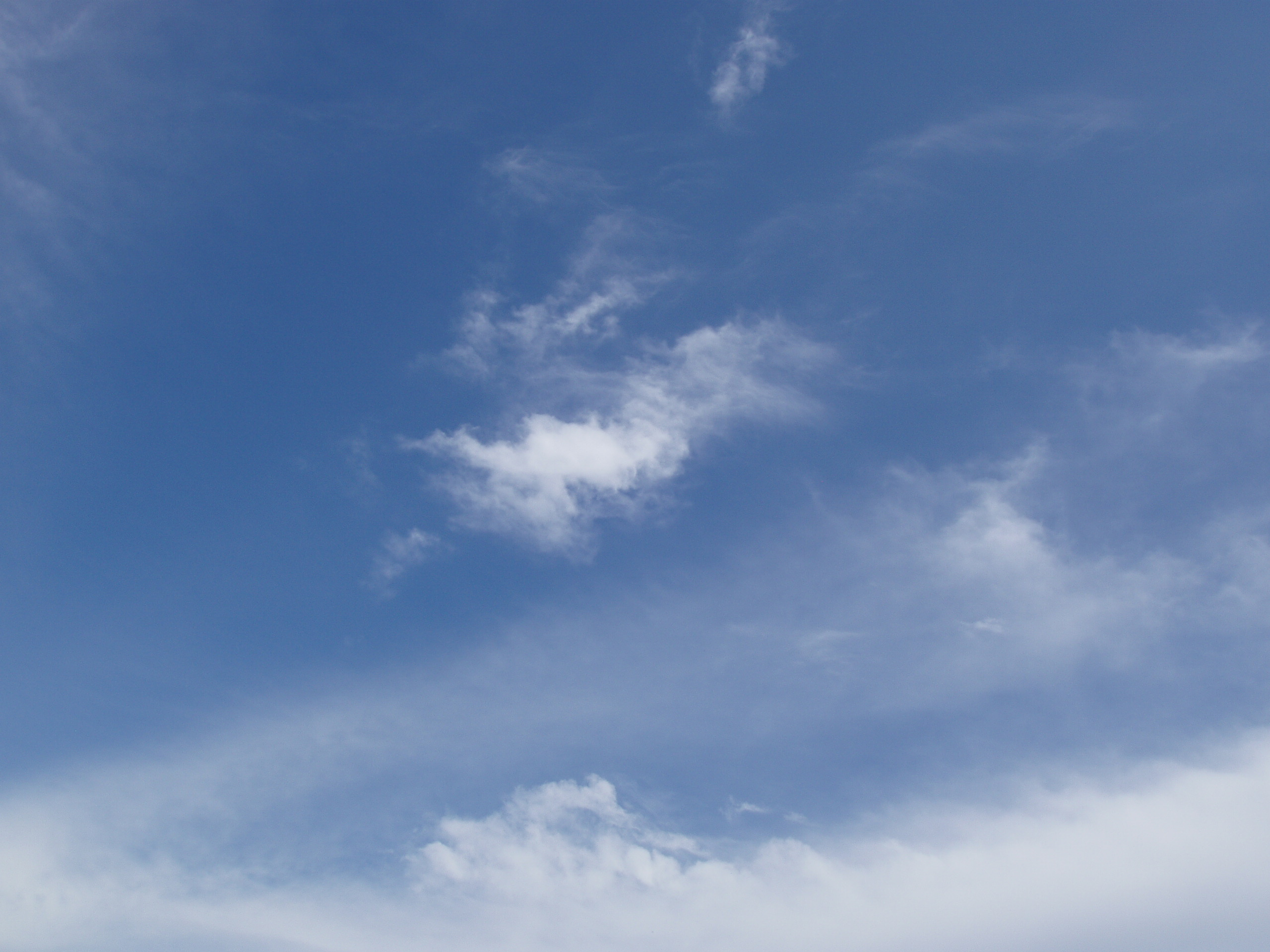

낮은 태양이 지평선 또는 수평선 위에 나와 있는 시간 또는 일출에서 다음 일몰까지의 시간이다. 반대로 태양이 지평선 또는 수평선 아래에 있는 시간 또는 일몰에서 다음 일출까지는 밤이다.

## 같이 보기
- 일광 절약 시간제
- 일식
- 일조시간